# 藤川太 (アニメーター)
藤川 太（ふじかわ ふとし、1961年2月16日 - ）は、兵庫県西宮市出身のアニメーター・キャラクターデザイナー・アニメーション演出家である。東京デザイナー学院アニメ科中退。

## 来歴・人物
アニメーション下請け制作会社のアド・コスモ出身で、同社を退社後はスタジオディーンに在籍した時期もあったが、現在はフリーランスの立場でアニメーターやアニメの演出家として活動している。
なお、アニメ業界に入る前は、漫画家を目指していた。

## 主な参加作品
- 伝説巨神イデオン（動画）
- サザエさん（動画）
- フーセンのドラ太郎（動画）
- 風と木の詩（原画）
- 忍者ハットリくん（原画）
- うる星やつら（原画）
- 銀河漂流バイファム（原画）
- ファイブスター物語（作画監督補佐）
- 東京BABYLON（作画監督）
- お江戸はねむれない!（作画監督補佐）
- 銃夢（作画監督）
- なつきクライシス（キャラクターデザイン・作画監督）
- 戦闘妖精雪風（作画監督補佐）
- LAST EXILE（作画監督・作画監督補佐）
- 創聖のアクエリオン（キャラクターデザイン・作画監督・作画監督補佐）
- マクロスF（作画監督）
- クイーンズブレイド 流浪の戦士（絵コンテ）
- アクエリオンEVOL（絵コンテ）
- 機巧少女は傷つかない（絵コンテ）
- コメット・ルシファー（作画監督・作画監督補佐）
- Rewrite（原画・作画監督）
- 劇場版 転生したらスライムだった件 紅蓮の絆編（原画[1]）
- 鬼人幻燈抄（作画監督）